# باتاداكال
باتاداكال، وتسمى أيضا باساداكالو أو راكتابورا. هي مجمع من المعابد الهندوسية، تجسد مدينة باتاداكال الواقعة في ولاية قرناتاكا ذروة فنّ انتقائي عرف في القرنين السابع والثامن في عهد سلالة شالوكيا أن يحقّق توليفاً متناغماً للأشكال الهندسية في شمال الهند وجنوبها. وتتواجد في المدينة سلسلة ضخمة من المعابد الهندوسية بالإضافة إلى مزار جانيّ وتبرز في هذه المجموعة تُحفة بامتياز هي معبد فيروباكشا الذي شيّدته عام 740 الملكة لوكاماهاديفي بهدف تخليد ذكرى النصر الذي حقّقه زوجها على الحكام في الجنوب.

## معرض

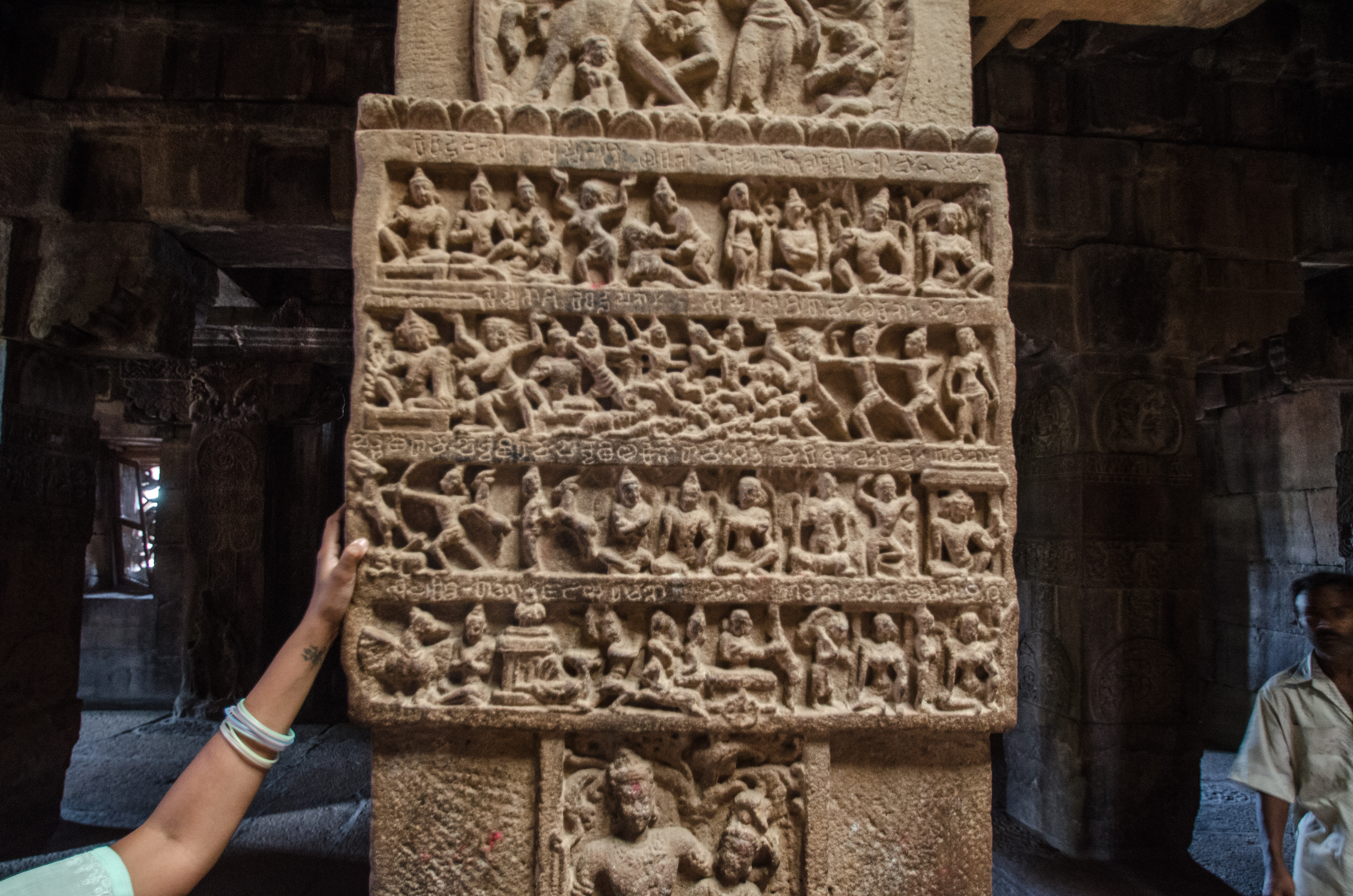
باتاداكال1
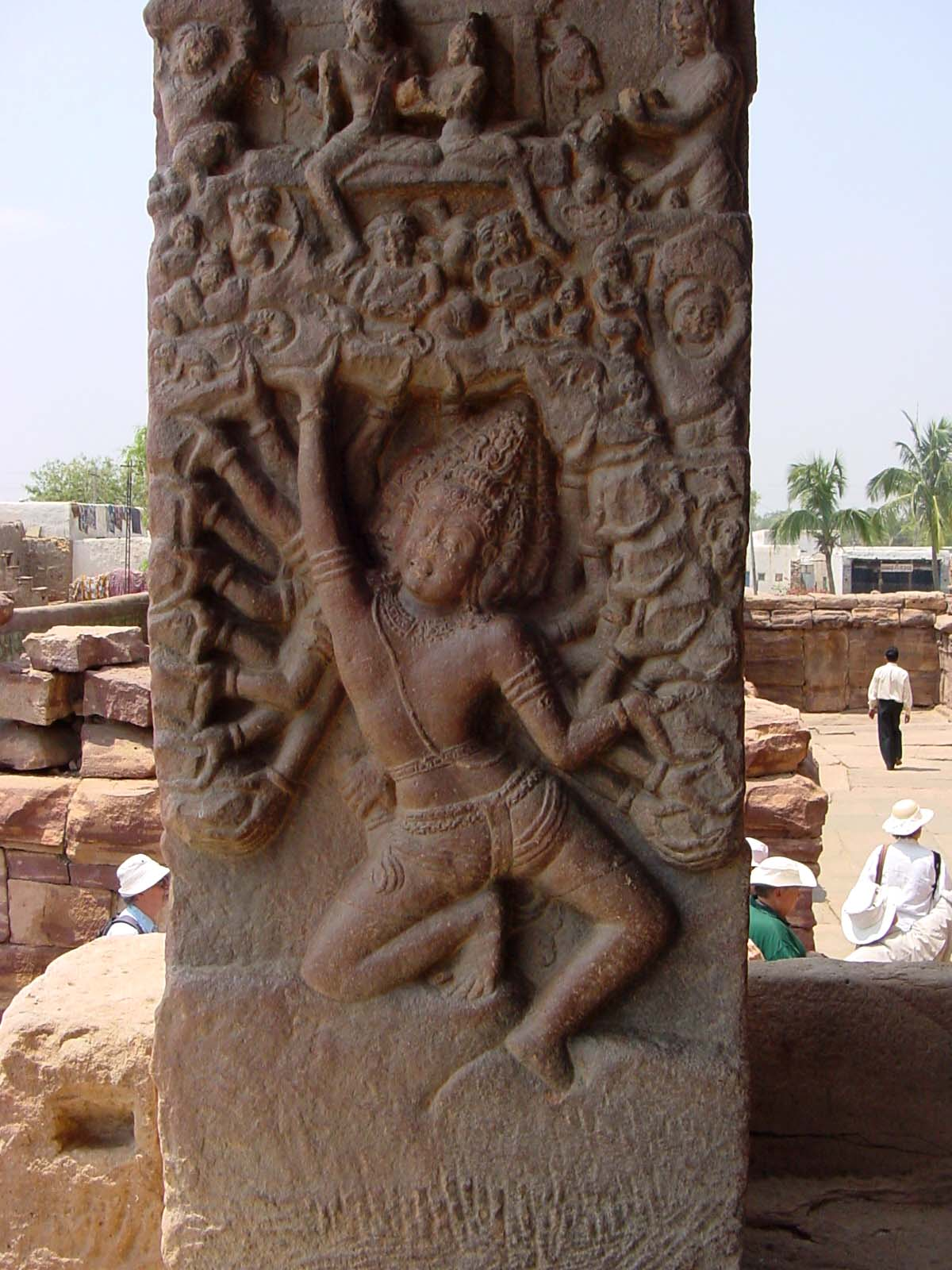
باتاداكال2
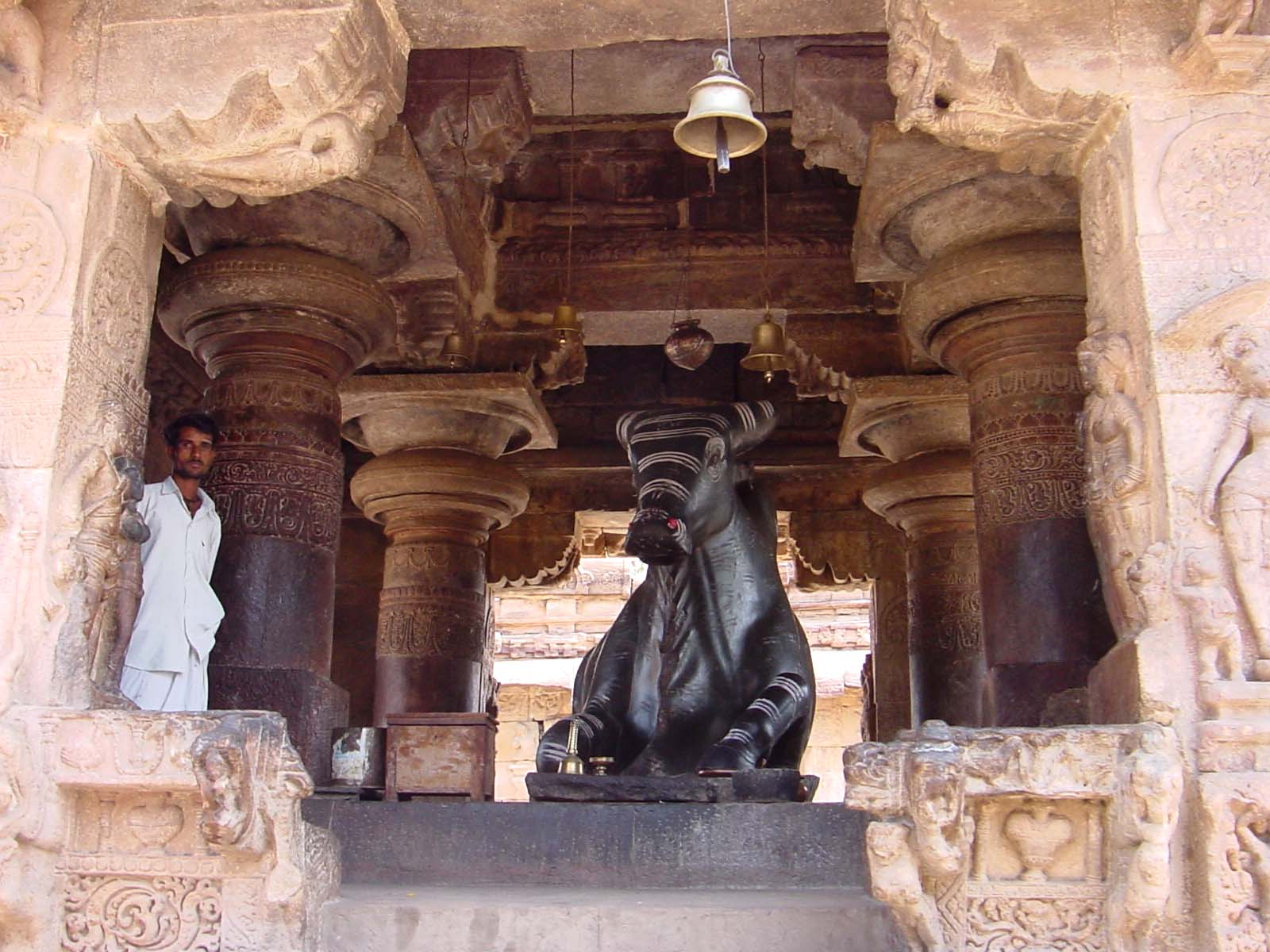
باتاداكال3
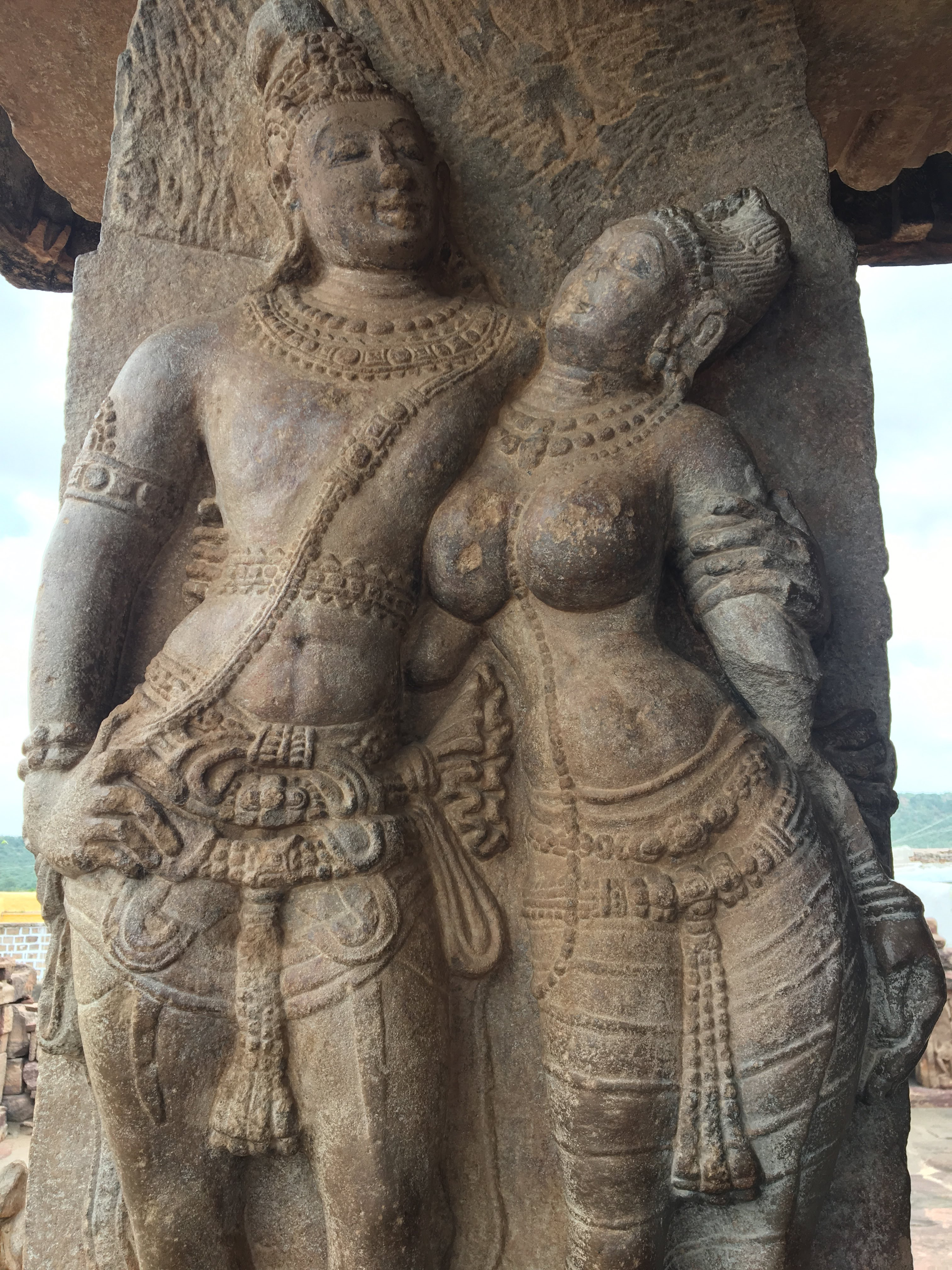
معبد فيروباكشا باتاداكال كارناتاكا
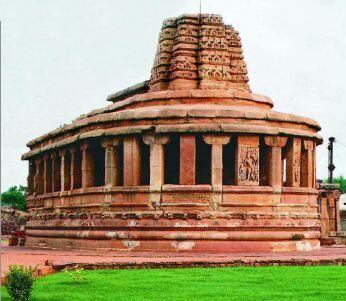
قاعة بالقرب من بادامي وباتاداكال
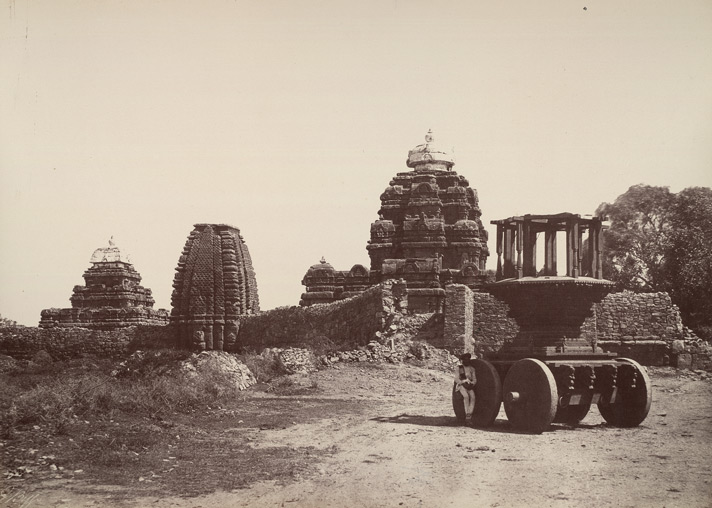
معبد فروباكشا

## الموقع

مجمع النصب الهندوسية في باتاداكال

يقع على الضفة الغربية لنهر مالابرابها في منطقة باجالاكوت ، هذا الموقع للتراث العالمي لليونسكو  هو 14 ميل (23 كم) من بادامي وحوالي 6 أميال (9.7 كم) من Aihole ، وكلاهما ذو أهمية تاريخية مراكز الآثار. النصب هو موقع محمي بموجب القانون الهندي ويديره المسح الآثاري في الهند.